# Live at Slane Castle
Live at Slane Castle är en liveinspelad DVD från en av Red Hot Chili Peppers konserter 2003.

## Låtar
- By The Way
- Scar Tissue
- Around the World
- Universally Speaking
- Parallel Universe
- The Zephyr Song
- Throw Away Your Television
- Havana Affair
- Otherside
- Purple Stain
- Don't Forget Me
- Right On Time
- Can't Stop
- Venice Queen
- Give It Away
- Californication
- Under the Bridge
- Power Of Equality

## Medverkande
- Anthony Kiedis - Sång
- John Frusciante - Gitarr, bakgrundssång
- Chad Smith - Trummor
- Michael "Flea" Balzary - Elbas